# Thomas Ohlsson
Thomas Ohlsson, född 20 september 1958 i Norrköping, är en svensk kanotist. Han blev olympisk silvermedaljör i Los Angeles 1984.
Ohlsson är Stor grabb nummer 77 på Svenska Kanotförbundets lista över mottagare för utmärkelsen Stor kanotist.